# Казанова Елво
Казанова Елво (итал. Casanova Elvo) је насеље у Италији у округу Верчели, региону Пијемонт.
Према процени из 2011. у насељу је живело 232 становника. Насеље се налази на надморској висини од 156 м.

## Становништво
| 1936. | 1951. | 1961. | 1971. | 1981. | 1991. | 2001. | 2011. |
| ----- | ----- | ----- | ----- | ----- | ----- | ----- | ----- |
| 810   | 781   | 603   | 401   | 332   | 239   | 246   | 265   |